# Edda Művek
Edda Művek je maďarská rocková hudební skupina. Založena byla roku 1973 pod původním názvem „Griff”. Slovo „művek” v názvu značí původně dělnický původ skupiny - pochází z východomaďarského Miskolce, přezdívaného pro svůj rozvinutý těžký průmysl „Steel City”.

## Historie

### Počátky (1973–1977)
Skupinu původně založil József Hálasz, student miskolcké univerzity. V první sestavě s ním hráli jeho kamarádi ze školy - spolu chtěli odehrát na místním rockovém hudebním festivalu. Zpočátku vystupovali pod jménem „Griff”, které si ale brzo změnili na „Edda”. Jde o název dvou básnických sbírek, pocházejících z prastaré severské mytologie; při hledání vhodného názvu skupiny je našel ve své knihovně otec jednoho ze členů kapely, Zoltána Ferencze a nakonec byl přijat jako nejlepší. Po několika vystoupeních v kampusu místní univerzity začala popularita skupiny růst a jejich jméno přesáhlo hranice města. 
Díky častým změnám v sestavě (jednotliví členové průběžně dělali zkoušky v rámci studia) se skupina scházela jen občasně. Původní zpěvák Zoltán Zsiga z uskupení odešel a nahradil ho Attila Fodor, kterého si vybral momentální frontman kapely, Attila Pataky. Pataky byl také tou dobou jediným členem skupiny, který se hudbě věnoval na plný úvazek a chtěl skupinu povýšit na profesionální úroveň. Krátce poté se rozhodl zakladatel József Hálasz přestěhovat do Zalaegerszegu a proto ho na pozici bubeníka vystřídal József Szepcsik, který ale již roku 1977 umírá na závažnou nemoc. Po odchodu Hálasze se rozhodl Pataky doplnit do názvu skupiny slovo „Művek”, vyjadřující původ skupiny.

### "Klasická" Edda (1977–1983)
Zbylí členové skupiny chtěli v činnosti pokračovat a Attila Pataky proto kontaktoval Józsefa Hálasze, zdali by se chtěl ke skupině opět připojit. Hálasz souhlasil a původní sestava tak byla obnovena. Roku 1979 mu však byla diagnostikována rakovina a o rok později na její následky zemřel. Tou dobou již byla skupina známá po celém Maďarsku a všichni se rozhodli věnovat se hudbě naplno. 
V roce 1977 potkal Pataky při hledání nových členů skupiny Istvána Slamovitse a po tom co ho Slamovits přesvědčil o svých kvalitách jej přijal na post hlavního kytaristy a skladatele. Společně vytvořili silné duo, které později napsalo největší hity skupiny. V roce 1979 Edda poprvé vystoupila v Budapešti a poté začala vážně „konkurovat” i tamním nejvyhlášenějším kapelám a stala se jednou z mála úspěšných skupin, nepocházejících přímo z hlavního města. Ve stejném roce také nahrála svůj první singl Minden Sarkon Álltam Már. Svoje debutové studiové album vydala následujícího roku pod eponymním názvem Edda Művek 1. Některé písně z tohoto alba se postupem času staly v Maďarsku skutečnými hity a samotná deska byla velmi úspěšná - prodalo se téměř 600 000 kopií a byla oceněna diamantovou deskou. Popularitě napomohla i spolupráce na několika filmech, ke kterým tandem Pataky-Slamovits složil soundtracky. Poté odešel baskytarista a příležitostný zpěvák Alfonz Barta, který emigroval do Švýcarska.
Roku 1983 ve skupině začalo vzrůstat napětí a dva hlavní „tahouni” se čím dál více vzdalovali svými představami o dalším pokračování tvorby. Po vydání třetího studiového alba se koncem roku rozhodli skupinu rozpustit. Poslední koncert odehráli v domovském Miskolci 17. prosince 1983 - byl nahráván a později vydán jako živé album pod názvem Edda Művek 4. Tím skončilo první období kapely.

### Nový začátek (1985–1993)
Po roční přestávce se Attila Pataky rozhodl skupinu opět obnovit. Čtveřice Pataky, László Fortuna (jediný člen z původní sestavy), Péter Csomós a Endre Csillag odjela roku 1984 do Norska. Zde v této sestavě hrála po místních hospodách a klubech a také skládali nový materiál. O rok později se vrátili zpět do Maďarska a s novými místními muzikanty skupina obnovila činnost. Znovuzrození skupiny přijali fanoušci s nadšením a na prvním koncertu sklidila velké ovace. I tento koncert byl natočen a vydán spolu s novými skladbami na albu Edda Művek 5. V následujících letech se složení skupiny průběžně měnilo a sestava se ustálila až v roce 1988. Průběžně se také vydávala na turné k novým albům a některé koncerty se odehrály na netradičních místech, jako byly například ocelárny či nápravná zařízení. Roku 1991 skupinu opustil kytarista István Alapi a odešel do Kanady. Nahradil ho Péter Kun, který však o dva roky později tragicky zahynul u Balatonu při nehodě na motocyklu. Na počest tohoto mladého talentovaného hudebníka skupina odehrála několik vzpomínkových koncertů. Poté se Pataky obrátil na Alapiho a ten se ke skupině vrátil. 

### Současnost (1993–)
Zatím poslední změna v sestavě se odehrála v roce 1997, kdy z kapely odešel bubeník Tibor Donászy. Jeho nástupcem se stal Zoltán Hetényi. V následujícím roce skupina vydala své první album v angličtině, nazvané „Fire And Rain”. 
Skupina si stále udržuje vysokou popularitu v domácím Maďarsku i zahraničí, koncertuje a vydává nová alba v obvyklém intervalu tří až čtyř let. V roce 2008 vydala první živé DVD a o rok později také již třicáté studiové album Átok és áldás. 

## Členové

### Původní sestava (1973–1978)
- Zoltán Zsiga (zpěv) 1973
- István Darázs (zpěv) 1973-1974
- Fodor Attila (zpěv) 1974 (†2006)
- Attila Pataky (zpěv) 1974-
- József Halász (bicí) 1973-1977 (†1980)
- József Szepcsik (bicí) 1977-1978 (†1978)
- Zoltán Ferenczi (kytara) 1973-1977
- Katalin Beély (baskytara) 1973-1977
- Zoltán Fancsik (klávesy) 1974-1975

### Nová Edda (1984–)
V roce 1985 byli Pataky a Fortuna jediní dva stálí členové - ostatní hudebníci byli najati či hráli se skupinou jen příležitostně. Krátkou dobu během roku 1987 hráli Alapi a Csillag jako kytaristé, Csillag následně emigroval do Rakouska.

## Diskografie

### Maďarská studiová alba
- Edda Művek 1. (1980)
- Edda Művek 2. (1981)
- Edda Művek 3. (1983)
- Edda Művek 6. (1986)
- Változó idők (7.) (1988)
- Pataky-Slamovits (9.) (1988)
- Szaga van! (8.) (1989)
- Győzni fogunk (10.) (1990)
- Szélvihar (12.) (1991)
- Edda Művek 13. (1992)
- Elveszett illúziók (15.) (1993)
- Sziklaszív (17.) (1994)
- Edda 20. (1997)
- Nekem nem kell más (24.) (1999)
- Örökség (26.) (2003)
- Isten az úton (27.) (2005)
- Átok és áldás (30.) (2009)
- Inog a világ (31.) (2012)
- A sólyom népe (32.) (2015)

### Anglická studiová alba
- Fire And Rain (22.) (1998)

### Živá alba
- Viszlát Edda! (4.) (1984)
- Edda Művek 5. (1985)
- Az Edda két arca – Koncert (14.) (1992)
- Lelkünkből (16.) (1994)
- 15. születésnap (19.) (1995)

### Kompilace
- Best of Edda 1980–1990 (11.) (1990)
- Az Edda két arca – Lyrák (14.) (1992)
- Karaoke Edda (25.) (1994)
- Edda Blues (18.) (1995)
- Lírák II. (21.) (1997)
- Best of Edda 1988–1998 (23.) (1998)
- Platina (28.) (2005)
- A szerelem hullámhosszán (29.) (2006)
- Kölyköd voltam (33.) (2015)